# ورت (داکوتای جنوبی)
ورت(به انگلیسی: Worthing) شهری در ایالت داکوتای جنوبی کشور ایالات متحده آمریکا است که جمعیت آن در سرشماری سال ۲۰۱۰ میلادی، ۸۷۷ نفر بوده‌است.